# Cantó de Case-Pilote-Bellefontaine
El cantó de Le Case-Pilote-Bellefontaine és una divisió administrativa francesa situat al departament de Martinica a la regió de Martinica.

## Composició
El cantó comprèn les comunes de Case-Pilote i Bellefontaine.

## Demografia
|  | 3.093 | 3.391 | 3.340 | 5.117 | 5.567 | 5.877 |  |  |  |  |  |  |  |  |  |  |
|  |       |       |       |       |       |       |  |  |  |  |  |  |  |  |  |  |

## Administració
| Període                                  | Identitat    | Partit | Qualitat |
| ---------------------------------------- | ------------ | ------ | -------- |
| 2004-2014                                | Félix Ismain | PPM    |          |
| Les dades anteriors no són pas conegudes |              |        |          |